# NatWest Series 2002
Die NatWest Series 2002 war ein Drei-Nationen-Turnier, das vom 27. Juni bis zum 13. Juli 2002 in England im One-Day Cricket ausgetragen wurde. Bei dem zur internationalen Cricket-Saison 2002 gehörenden Turnier nahmen neben dem Gastgeber die Mannschaften aus Indien und Sri Lanka teil. Im Finale konnte sich Indien mit 2 Wickets gegen England durchsetzen.

## Vorgeschichte
Die Tour fand im Anschluss an der Test-Serie Sri Lankas in England statt. Indien spielte zuvor eine Tour in den West Indies.

## Format
In einer Vorrunde spielte jede Mannschaft gegen jede dreimal. Für einen Sieg gab es vier, für ein Unentschieden oder No Result 2 Punkte. Des Weiteren wurden Bonuspunkte vergeben. Die beiden Gruppenersten qualifizierten sich für das Finale und spielten dort um den Turniersieg.

## Stadion
Die folgenden Stadien wurden als Austragungsorte ausgewählt.
| Stadion                     | Stadt             | Kapazität | Spiele           |
| --------------------------- | ----------------- | --------- | ---------------- |
| Edgbaston Cricket Ground    | Birmingham        | 24.803    | 6. Spiel         |
| Bristol County Ground       | Bristol           | 17.500    | 9. Spiel         |
| Emirates Durham             | Chester-le-Street | 17.000    | 5. Spiel         |
| Headingley Stadium          | Leeds             | 17.000    | 4. Spiel         |
| The Oval                    | London            | 23.500    | 3. & 8. Spiel    |
| Lord’s Cricket Ground       | London            | 30.000    | 2. Spiel; Finale |
| Old Trafford Cricket Ground | Manchester        | 19.000    | 7. Spiel         |
| Trent Bridge                | Nottingham        | 15.350    | 1. Spiel         |

## Kaderlisten
Sri Lanka benannte seinen Kader am 11. Juni 2002.
England benannte seinen Kader am 19. Juni 2002.
| ODI | ODI | ODI |
| England | Indien | Sri Lanka |
| --- | --- | --- |
| - Nasser Hussain (K) - Paul Collingwood - Andrew Flintoff - Ashley Giles - Darren Gough - Matthew Hoggard - Ronnie Irani - James Kirtley - Nick Knight - Jeremy Snape - Alec Stewart (wk) - Graham Thorpe - Marcus Trescothick - Alex Tudor - Michael Vaughan | - Sourav Ganguly (K) - Ajit Agarkar - Rahul Dravid (wk) - Harbhajan Singh - Mohammad Kaif - Zaheer Khan - Anil Kumble - VVS Laxman - Dinesh Mongia - Ashish Nehra - Ajay Ratra (wk) - Virender Sehwag - Sachin Tendulkar - Tinu Yohannan - Yuvraj Singh | - Sanath Jayasuriya (K) - Russel Arnold - Marvan Atapattu - Charitha Buddhika - Upul Chandana - Dilhara Fernando - Svishka Gunawardene - Mahela Jayawardene - Romesh Kaluwitharana (wk) - Naveed Nawaz - Thilan Samaraweera - Kumar Sangakkara (wk) - Chamara Silva - Chaminda Vaas - Pramodya Wickramasinghe - Nuwan Zoysa |

## Spiele

### Vorrunde
Tabelle
| Teams     | Sp. | S | N | U | R | NR | BP | Punkte | NRR    |
| --------- | --- | - | - | - | - | -- | -- | ------ | ------ |
| Indien    | 6   | 4 | 1 | 0 | 0 | 1  | 1  | 19     | +0.175 |
| England   | 6   | 3 | 2 | 0 | 0 | 1  | 1  | 15     | +0.386 |
| Sri Lanka | 6   | 1 | 5 | 0 | 0 | 0  | 0  | 4      | −0.441 |

Sieg: 4 Punkte; Remis: 2 Punkte
Spiele
| 27. Juni Scorecard | Nottingham | England 294-6 (50)          | – | Sri Lanka 249-9 (50) |
|                    |            | England gewinnt mit 44 Runs |   |                      |

| 29. Juni Scorecard | London (Lord’s) | England 271-7 (50)           | – | Indien 272-4 (48.5) |
|                    |                 | Indien gewinnt mit 6 Wickets |   |                     |

| 30. Juni Scorecard | London (The Oval) | Sri Lanka 202-8 (50)         | – | Indien 203-6 (45.2) |
|                    |                   | Indien gewinnt mit 4 Wickets |   |                     |

| 2. Juli Scorecard | Leeds | Sri Lanka 240-7 (32/32)       | – | England 241-7 (31.2/32) |
|                   |       | England gewinnt mit 3 Wickets |   |                         |

| 4. Juli Scorecard | Chester-le-Street | Indien 285-4 (50) | – | England 51-1 (12.3) |
|                   |                   | No Result         |   |                     |

| 6. Juli Scorecard | Birmingham | Sri Lanka 187 (48.2)         | – | Indien 188-6 (48.1) |
|                   |            | Indien gewinnt mit 4 Wickets |   |                     |

| 7. Juli Scorecard | Manchester | Sri Lanka 229 (49.4)          | – | England 206 (47.4) |
|                   |            | Sri Lanka gewinnt mit 23 Runs |   |                    |

| 9. Juli Scorecard | London (The Oval) | England 229-8 (32/32)       | – | Indien 165 (29.1/32) |
|                   |                   | England gewinnt mit 64 Runs |   |                      |

| 11. Juli Scorecard | Bristol | Indien 304 (50)            | – | Sri Lanka 241 (44.1) |
|                    |         | Indien gewinnt mit 63 Runs |   |                      |

### Finale
| 13. Juli Scorecard | London (Lord’s) | England 325-5 (50)           | – | Indien 326-8 (49.3) |
|                    |                 | Indien gewinnt mit 2 Wickets |   |                     |